# St Roch United FC
St Roch United FC là một câu lạc bộ bóng đá có trụ sở tại Seychelles, họ đang chơi ở Seychelles League.
Đội bóng có trụ sở tại Bel ombre, Seychelles ở đảo Mahe.

## Sân vận động
Hiện tại, đội chơi ở Stade Linité 10,000 chỗ ngồi.